# Fernando Romero
Fernando Romero (11 de octubre de 1971) es un arquitecto mexicano. En 2011, su empresa FR·EE recibió reconocimientos internacionales por el diseño del Nuevo Aeropuerto Internacional de la Ciudad de México.

## Biografía
Fernando Romero es miembro de una familia que se dedica al desarrollo urbano. Estudió arquitectura de 1991 a 1995 en la Universidad Iberoamericana de la Ciudad de México, de donde fue Presidente de la Sociedad de Alumnos en 1994.

## Carrera
En 1995, Fernando Romero se unió a la oficina de Office for Metropolitan Architecture (OMA), en Róterdam, Holanda, que dirige Rem Koolhaas. En 1999, fue líder de proyecto y responsable de la obra ganadora Casa da Música, en Oporto, Portugal. Situado en un terreno considerado patrimonio por la UNESCO, el edificio ha sido reconocido como un lugar internacional distinto de las artes escénicas y un hito para esa ciudad. Tras su apertura en el 2005, el New York Times describió el edificio como "una de las salas de conciertos más importantes construidas en los últimos 100 años". Es miembro del American Institute of Architects (AIA) y del Colegio de Arquitectos de la Ciudad de México (CAMSAM).

## Fundador de FR-EE
Fernando Romero fundó fr·ee en la Ciudad de México en el año 2000. El trabajo de fr·ee está fuertemente ligado a la investigación y los estudios del contexto/terreno, en lugar de adoptar una ideología explícita y estilo de la compañía. Los proyectos de fr·ee abrazan la diversidad y la idea de que el diseño debe encontrar soluciones sustentables que garanticen la viabilidad económica y social, así como la integración ambiental. El trabajo de FR-EE es muy amplio y comprende una variedad de escalas, programas y morfologías, que se extiende por todo el mundo. En el 2010, fr·ee formó una oficina alterna en la ciudad de Nueva York para atender el número creciente de proyectos culturales, religiosos y comerciales en todo Estados Unidos.

## Distinciones
- Ganador del concurso Intertalleres 2017 en la Facultad de Arquitectura de la UNAM.
- Arquitecto del año 2010 por Fashion Group.
- Arquitectura joven 2009 por parte de la Sociedad Mexicana de Arquitectos.
- Líder Global del Mañana en el 2002 en el Foro Económico.
- Premio Bauhaus 2005 por Villa S. March.
- Premio de Arquitectura Pamphlet por Translations (publicación de Romero).
- Premio SARA en el 2005 por parte de la Sociedad de Arquitectos americanos.
- Premio internacional Bauhaus en el 2004 en Alemania.[5]

## Obras/concepto arquitectónico
Romero busca plasmar en sus obras el concepto contemporáneo a través del uso de materiales de arte y tecnológicos, apoyada con investigaciones y disciplinas de otros ámbitos.  Es comúnmente referido por la estética futurista y minimalista que emplea en sus obras. Por otra parte, busca integrar lo sustentable como las paredes verdes en sus proyectos.

### G-20 Convention Center
El centro de Convenciones, localizado en Los Cabos, México fue diseñado por FR-EE en el 2012. Tiene una capacidad de 6,500 personas y un área de 5,400 metros cuadrados. Está ambientado para congresos, exhibiciones, festivales y eventos de otros ámbitos y fue construido en menos de 7 meses. Una de las características más destacadas fue la pared verde que se encuentra en su estructura, la cual es la más grande en el mundo con una extensión de 2,700 metros cuadrados.

### Museo Soumaya
El Museo Soumaya, patrocinado por su suegro, el empresario Carlos Slim, localizado en Nuevo Polanco, Ciudad de México, fue diseñado bajo la dirección de Fernando Romero en el 2010. El museo tiene un área de 22,000 metros cuadrados y exhibe alrededor de 70,000 objetos provenientes de distintas colecciones desde el siglo XV hasta el XX. Su fachada exterior está compuesta por 16,000 mosaicos hexagonales, los cuales generan un efecto distinto dependiendo del ángulo desde el que se vea. La estructura interna está compuesta por una rampa alrededor de los seis pisos, uno con una temática específica. La estructura se ha convertido en un icono de la arquitectura mexicana contemporánea y en un lugar obligado para los ciudadanos y turistas del Distrito Federal. En sus cuatro años de vida ha recibido ya a más de cinco millones de visitantes, con lo que es el museo privado más visitado en el mundo.

### Nuevo Aeropuerto Internacional de la Ciudad de México (NAICM)

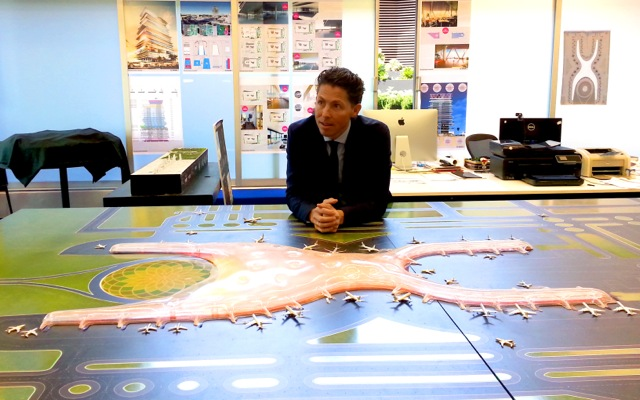
Fernando Romero con la maqueta del NAICM

El nuevo aeropuerto de la Ciudad de México fue diseñado en colaboración entre fr·ee y Foster + Partners; y prometía ser uno de los aeropuertos más grandes del mundo con una extensión de 555,000 metros cuadrados, y el más grande del continente. La terminal usaría muy poca energía, con lo que sería el aeropuerto más sustentable del mundo, y tendría espacios cortos a lo largo de las salas; por lo tanto, no se utilizarían trenes internos ni túneles subterráneos. La primera terminal era parte de un ambicioso masterplan que le permitiría al nuevo aeropuerto tener seis pistas simultáneas y de movilizar hasta 120 millones de pasajeros al año. Se estima que el proyecto requeriría una inversión de unos 9,150 millones de dólares.

### Otras
1	Eco Museo, Ciudad de México (2006-2007), el cual es descrito por la autora Fernanda Canales en su libro “Arquitectura en México: 1900-2010" como un proyecto que permite asociar la arquitectura con la cultura general.
2	Oficinas generales de Inbursa, Ciudad de México (2001-2003).
3	Torre Cervantes: Complejo habitacional, Ciudad de México (2009-2010)
4	Teahouse, Jinhua, China (2004-2006), el cual es considerado como un proyecto que posicionó por primera vez a la arquitectura mexicana dentro de la plataforma arquitectónica que parecía inalcanzable para México hace unos años.

## Iniciativas
Fernando Romero y fr·ee están involucrados en una amplia gama de actividades educativas y culturales. "Regeneración", un proyecto de restauración de piezas seleccionadas de la arquitectura mexicana moderna, conserva la cultura y crea conciencia sobre el papel de la arquitectura y el diseño en México; "Archivo Diseño y Arquitectura", ubicado en la Ciudad de México, alberga una colección privada y un espacio experimental de exhibición para objetos de diseño industrial; y "fr·ee time" es una beca de un año de duración otorgada a un arquitecto mexicano menor de 35 años, que le proporciona la oportunidad de viajar e investigar un tema específico a profundidad.

## Libros y publicaciones
Libros por Fernando Romero:
- You Are The Context (Nueva York, 2012)
- Simplexity, Hatje Cantz (Alemania, 2010)
- Hyperborder; Princeton Architectural Press (Nueva York, 2007):Nuestra investigación en torno a una de las fronteras más dinámicas: México-Estados Unidos
- The Air Is Blue (Mexico City, 2007): Homenaje a Luis Barragán, una exposición curada por Hans Ulrich Obrist y Pedro Reyes (Artist) con treinta artistas contemporáneos
- Translation, ACTAR Editorial (Barcelona, 2005)
- ZMVM (Ciudad de México, 2000): Análisis de la transformación urbana de la Ciudad de México
- FR-EE, editado por Mapas.[12]